# Theo Bergvall
Theo Bergvall (Stoccolma, 21 settembre 2004) è un calciatore svedese, difensore del Djurgården.

## Biografia
È fratello maggiore di Lucas Bergvall.

## Caratteristiche tecniche
È un terzino destro.

## Carriera

### Club
Cresciuto nel settore giovanile del Brommapojkarna, ha debuttato in prima squadra il 23 maggio 2022 nell'incontro di Superettan perso 2-0 contro l'Halmstad; il 13 giugno ha firmato il suo primo contratto professionistico ed il 20 agosto ha segnato il suo primo gol, contro l'Östersund.
Il 9 dicembre 2022 è stato acquistato a titolo definitivo dal Djurgården con cui ha tuttavia trovato poco spazio nel corso della stagione; il 24 agosto 2024 è tornato in prestito al Djurgården fino a fine anno.

### Nazionale
Ha giocato con la nazionale svedese Under-19.

## Statistiche

### Presenze e reti nei club
Statistiche aggiornate al 27 luglio 2025.
| Stagione        | Squadra         | Campionato      | Campionato | Campionato | Coppe nazionali | Coppe nazionali | Coppe nazionali | Coppe continentali | Coppe continentali | Coppe continentali | Altre coppe | Altre coppe | Altre coppe | Totale | Totale | Totale |
| Stagione        | Squadra         | Comp            | Pres       | Reti       | Comp            | Pres            | Reti            | Comp               | Pres               | Reti               | Comp        | Pres        | Reti        | Pres   | Reti   |        |
| --------------- | --------------- | --------------- | ---------- | ---------- | --------------- | --------------- | --------------- | ------------------ | ------------------ | ------------------ | ----------- | ----------- | ----------- | ------ | ------ | ------ |
| 2022            | Brommapojkarna  | S1              | 16         | 1          | CS+CS           | 0               | 0               | -                  | -                  | -                  | -           | -           | -           | 16     | 1      |        |
| 2023            | Djurgården      | A               | 2          | 0          | CS+CS           | 0+1             | 0               | -                  | -                  | -                  | -           | -           | -           | 3      | 0      |        |
| 2024            | Djurgården      | A               | 2          | 0          | CS+CS           | 1+0             | 0               | UECL               | 0                  | 0                  | -           | -           | -           | 3      | 0      |        |
| 2024            | Brommapojkarna  | A               | 8          | 1          | CS+CS           | 0               | 0               | -                  | -                  | -                  | -           | -           | -           | 8      | 1      |        |
| 2025            | Djurgården      | A               | 13         | 0          | CS+CS           | 0               | 0               | -                  | -                  | -                  | -           | -           | -           | 13     | 0      |        |
| Totale carriera | Totale carriera | Totale carriera | 41         | 2          |                 | 2               | 0               |                    | 0                  | 0                  |             | -           | -           | 43     | 2      |        |